# جاش ارنست
جاشوا رایان هنری «جاش» ارنست (انگلیسی: Josh Earnest؛ زادهٔ ۱ ژانویهٔ ۱۹۷۵) یک سیاست‌مدار آمریکایی، و سی‌امین دبیر رسانه‌ای کاخ سفید بود.
در ۳۰ مه ۲۰۱۴، باراک اوباما اعلام کرد که ارنست، به‌عنوان دبیر رسانه‌ای کاخ سفید، جای‌گزین جی کارنی می‌شود. ارنست سومین شخصی‌ست که در طول ریاست‌جمهوری باراک اوباما به این سمت منصوب می‌شود.